# Curiosity (astromóvel)
Curiosity (lit. "curiosidade") é um rover espacial projetado para explorar a cratera Gale em Marte como parte da missão Mars Science Laboratory (MSL), operada pela NASA. A sonda espacial foi lançada da Estação da Força Aérea de Cabo Canaveral em 26 de novembro de 2011, às 15h02 UTC, aterrissando na região Aeolis Palus, localizada dentro de Gale, em Marte, no dia 6 de agosto de 2012, às 05h17 UTC, após uma viagem de 560 milhões de quilômetros. O local de aterrissagem do rover, apelidada de Bradbury Landing, fica a menos de 2,4 quilômetros do centro do local originalmente planejado para a aterrissagem do rover.
Os objetivos da sonda incluem uma investigação do clima e da geologia marciana; avaliação de se o local selecionado dentro de Gale já ofereceu condições ambientais favoráveis à vida microbiana, incluindo a investigação da influência da água no local; e estudos de habitabilidade planetária em preparação para a exploração humana.
Em dezembro de 2012, a missão do rover, inicialmente planejada para ter uma duração de dois anos, foi prorrogada indefinidamente, e em 5 de Agosto de 2019, a NASA comemorou o sétimo aniversário da aterrissagem da sonda. Atualmente o veículo espacial ainda está operacional.
O design do Curiosity serviu de base para o rover Mars 2020, que transporta diferentes instrumentos científicos.

## Especificações
- Velocidade máxima: 90 m/h
- Massa: 899 kg
- Altura: 2,2 m
- Largura: 2,7 m
- Comprimento: 3.0 m

## Missão

### Metas e Objetivos
Como estabelecido pelo Programa de Exploração de Marte, os principais objetivos da missão MSL são ajudar a determinar se Marte poderia ter sustentado vida, bem como determinar o papel da água, e para estudar o clima e a geologia de Marte. Os resultados da missão também ajudarão a preparar a exploração humana. Para contribuir com estes objetivos a MSL possui oito objetivos científicos principais.
Biológico
1. Determinar a natureza e a contabilização dos compostos de carbono orgânico
2. Investigar os blocos de construção químicos da vida (carbono, hidrogênio, nitrogênio, oxigênio, fósforo e enxofre)
3. Identificar as características que podem representar os efeitos dos processos biológicos (bioassinaturas e biomoléculas)

## Instrumentos

### APXS
APXS (original: Alpha Proton X-ray Spectrometer) é um dispositivo que analisa a composição química de um elemento de amostra a partir das partículas alfa dispersadas, e os raios-X fluorescentes.

### Câmera MAHLI
MAHLI é uma câmera no braço robótico do rover, e adquire imagens microscópicas de rochas e solo. A MAHLI pode tirar fotos de cores reais em 1 600 × 1 200 pixels com uma resolução tão alta quanto 14,5 micrômetros por pixel.

### Braço
O rover tem um  braço de 2.1 m (6,9 pés) de comprimento  com uma torre em forma de cruz, segurando cinco dispositivos que podem girar com uma escala de giro de 350 °. O braço faz uso de três articulações para estendê-lo para a frente e para guardá-lo novamente enquanto estiver sendo dirigido. Tem uma massa de 30 kg (66 libras) e o seu diâmetro, incluindo os instrumentos montados sobre ele, é de cerca de 60 cm (24 pol). Dois dos cinco dispositivos são instrumentos in situ ou de contato, conhecidos como espectrômetro de raios-X (APXS), e a câmera MAHLI. Os três dispositivos restantes estão associados a funções de aquisição e preparação de amostras: uma broca de percussão; uma escova; e mecanismos para escavar, fazer peneiração e porcionamento de amostras de poeira de rochas e do solo.

#### Curto-circuito
O veículo parou de funcionar em Marte em 27 de fevereiro de 2015, após um curto-circuito que desencadeou alertas de segurança a bordo. Segundo a análise dos cientistas, a causa mais provável foi um curto intermitente no mecanismo de uma das ferramentas no braço robótico, a broca de perfuração de rochas, que chegou a se desprender do braço. Contudo eles afirmaram que o problema seria solucionado e a ferramenta reinstalada, voltando a funcionar em março.

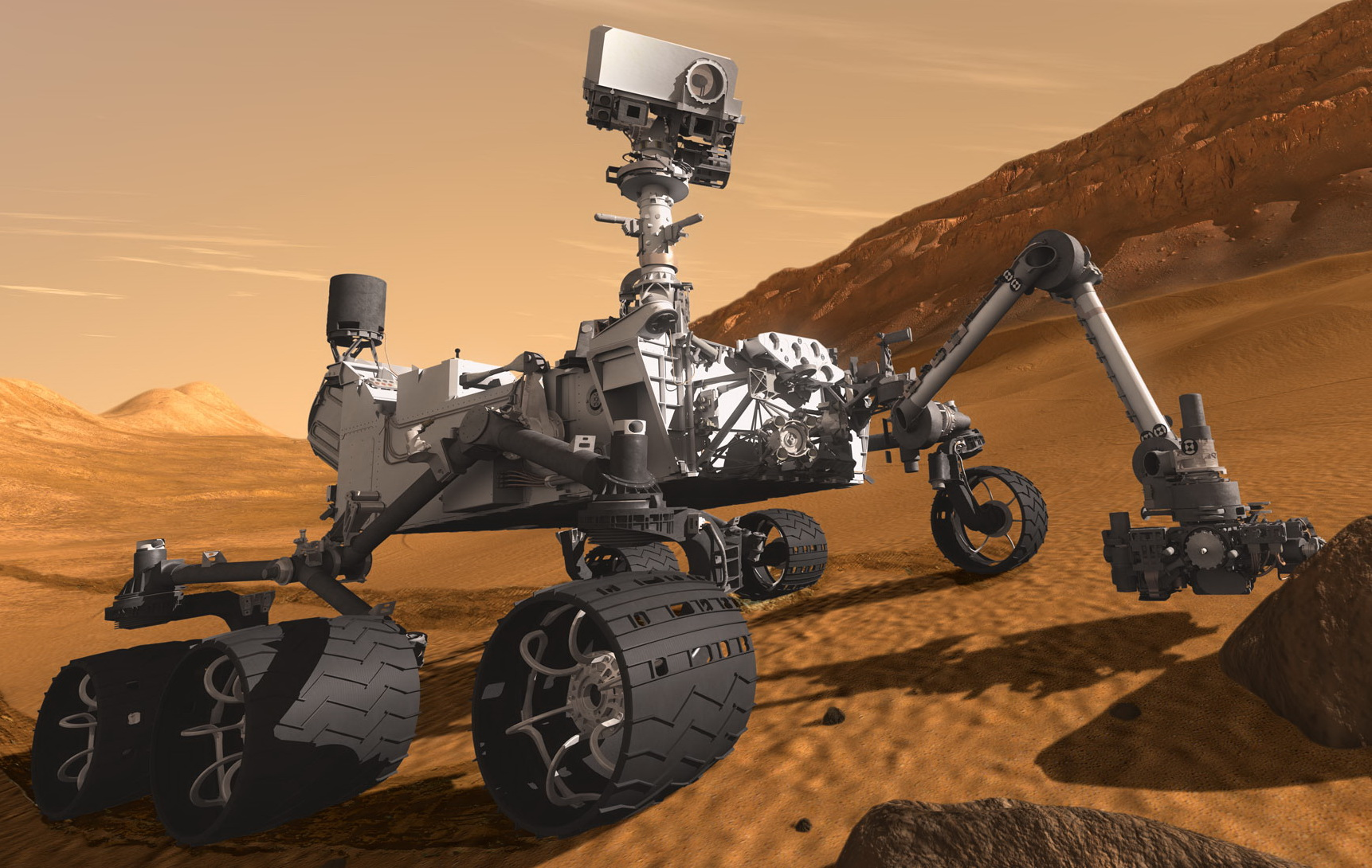
O rover "Curiosity"